# سمندر زیرزمینی
سمندرهای زیرزمینی (نام علمی: Ambystoma) نام یک سرده از راسته سمندرسانان است.